# أنخيل هرنانديز
أنخيل هرنانديز (بالإسبانية: Angel Hernandez)‏ (17 سبتمبر 1975 بمدينة سان لويس بوتوسي في المكسيك - ) هو ملاكم مكسيكي، صنّف ضمن فئة الوزن المتوسط.

## إحصائيات
خاض خلال مسيرته 41 نزالا، فاز في 30 ولم يتعادل وخسر في 11. فاز بالضربة القاضية في 17 نزالا.

## روابط خارجية
- أنخيل هرنانديز على موقع بوكس ريك (الإنجليزية) (registration required)